# Aria (singolo Gianna Nannini)
Aria è una canzone interpretata da Gianna Nannini e scritta dalla Nannini, in collaborazione con la scrittrice Isabella Santacroce.

## La canzone
La canzone, pubblicata su CD singolo nel gennaio 2002, è stata realizzata per la colonna sonora del fim d'animazione Momo alla conquista del tempo, dalla cui colonna sonora è il primo singolo estratto.
Il singolo ottiene un discreto successo riuscendo a entrare nella top 20 dei singoli più venduti in Italia. Nel cd è presente anche il brano Aria ist leben con un alcune parti di testo in lingua tedesca con le parole del rapper Xavier Naidoo, dato che il singolo viene commercializzato anche in Germania.
In seguito il brano viene inserito nell'album Aria della Nannini e nel 2004 nell'album Perle con un nuovo arrangiamento. Nel 2007 questa nuova versione viene pubblicata nel doppio greatest hits GiannaBest.

## Tracce
1. Aria (Radio Version)
2. Aria (Momo Version)
3. Aria Ist Leben

## Classifiche
| Classifica (2002) | Posizione massima |
| ----------------- | ----------------- |
| Italia            | 19                |